# Респіратор (медицина)

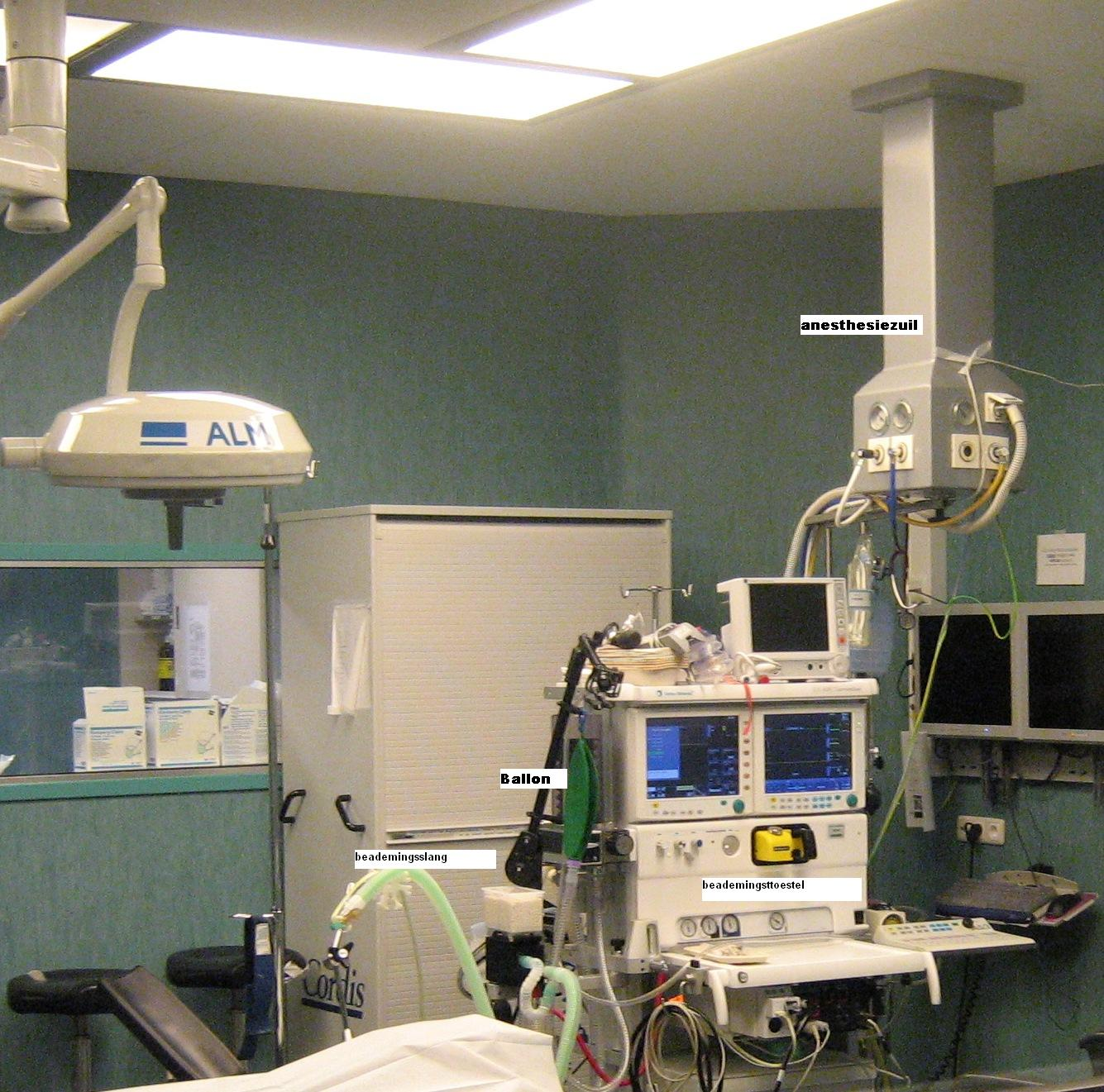

Респіратор (медицина) – прилад для підтримання газообміну в легенях в умовах порушеного природного дихання; найбільшого поширення набули апарати, що примусово вдувають (однофазне дихання), а також вдувають і відсмоктують (двофазне дихання) повітря з легень.